# Weichai (Chongqing) Automotive
Weichai (Chongqing) Automotive Co., Ltd. ist ein Nutzfahrzeug- und  Automobilhersteller mit Sitz in Weifang (Volksrepublik China). Er ist eine Tochtergesellschaft von Weichai Power.

## Geschichte
Das Unternehmen wurde 1956 mit dem Namen Chongqing Yuzhou Automobile Manufacturing Company gegründet und 1995 von der Jialing-Unternehmensgruppe übernommen.
Im Jahr 2005 gründeten die Chongqing Jialing Special Equipment Co.,Ltd. und  Chongqing Chuanjiang Automobile Manufacturing Co., Ltd. zusammen die Chongqing Jialing Chuanjiang Automobile Manufacturing Co.,Ltd., an dem Weichai Power im Jahr 2009 zuerst eine Beteiligung erwarb und es im März 2012 vollständig übernahm.
Weitere, in diesem Kontext erwähnte Unternehmensname sind Chongqing Longjiang Light-duty Automotive Co.Ltd.  und Chongqing Lokon Light Auto Co., Ltd. Als Markenname für dieses Unternehmen wurde Vellome genannt. Ebenso fällt der Name Jiachuang (2009–2011). Ob und wie viele Fahrzeuge mit diesem Markennamen produziert oder vertrieben wurden, ist unklar.
Bereits in den Jahren 2005 und 2007 hatte Weichai Torch Automobile Group Co., Ltd., einen börsennotierten Hersteller von Automobilteilen und Schwerlastwagen, übernommen.
Ende 2013 wurden die Marke Yingzhi bzw. Enranger (gegebenenfalls auch Weichai Auto) eingeführt. Auf zentral- und südamerikanischen Exportmärkten werden die Fahrzeuge unter der Marke Weichai vertrieben.
2019 wurde die Marke VGV vorgestellt.

## Modelle
Die Modellpalette umfasst Pick-ups, Vans und Lastkraftwagen.
Im Jahr 2014 wurde der SUV Weichai Enranger G3 (bzw. Yingzhi G3) präsentiert. Ein weiteres Modell war der Minivan Weichai Enranger 737 (bzw. Yingzhi 737), der 2015 debütierte. Ein Jahr später folgte das auf dem 737 basierende Crossover-Modell Weichai Enranger G5 (bzw. Yingzhi G5). Außerdem wurde ebenfalls im Jahr 2016 der Weichai Enranger 727 (bzw. Yingzhi 727) als Einstiegsvariante des 737 eingeführt.
Eine weitere preiswertere Version des 737 sollte vom Nutzfahrzeughersteller Dayun Auto angeboten werden; ob dieses Modell tatsächlich produziert wurde, ist unklar.
VGV hat mit dem U70 und dem U75 Plus zwei SUV und mit dem VX7 einen Pick-up im Angebot.